# 柳想鐵
柳想鐵（韓語：유상철，1971年10月18日—2021年6月7日），汉城（現首尔）人，韩国足球运动员、评论员。建国大学毕业。

## 生平
柳想铁参加过1998年及2002年世界盃足球賽，在1998年他以正选队长出战，並在对比利时的比赛中打入一球，但韩国仍然小组赛墊底出局。在下一屆世界盃时正选队长已被洪明甫取代，不過随著洪退出国家队，柳想铁在退役前仍然为正选队长。
在2002年世界盃与波蘭对战时，靠著柳想铁踢进第二球，最终以2:0助韩国队取得世界盃首场正规胜利，以及为韩国取得史上最佳成绩而有名。
2006年，柳想铁因伤退役。退役后，柳想铁執起教鞭，先后執教過多支球队。
2021年6月7日，柳想铁因胰腺癌過世。

## 职业生涯

### 职业联赛
- 1994年 〜 1998年  蔚山现代
- 1999年 〜 2000年  横滨水手
- 2001年 〜 2002年  柏雷素尔
- 2002年 〜 2003年    蔚山现代
- 2003年 〜 2004年    横滨水手
- 2005年 〜 2006年    蔚山现代

### 国家队
- 1996年亚洲杯足球赛
- 1998年世界杯足球赛
- 2000年亚洲杯足球赛
- 2002年世界杯足球赛
- 2004年夏季奥运会

## 荣誉

### 球會

#### 蔚山現代
- K聯賽1：1996、2005[3]
- 南韓聯賽盃：1995、1998[4]
- 南韓超級盃：2006[4]
- 東亞俱樂部冠軍盃：2006[5]

#### 橫濱水手
- 日本職業足球聯賽：2003、2004[6]

### 個人
- 1998年K联赛最佳射手